# Ambtswoning

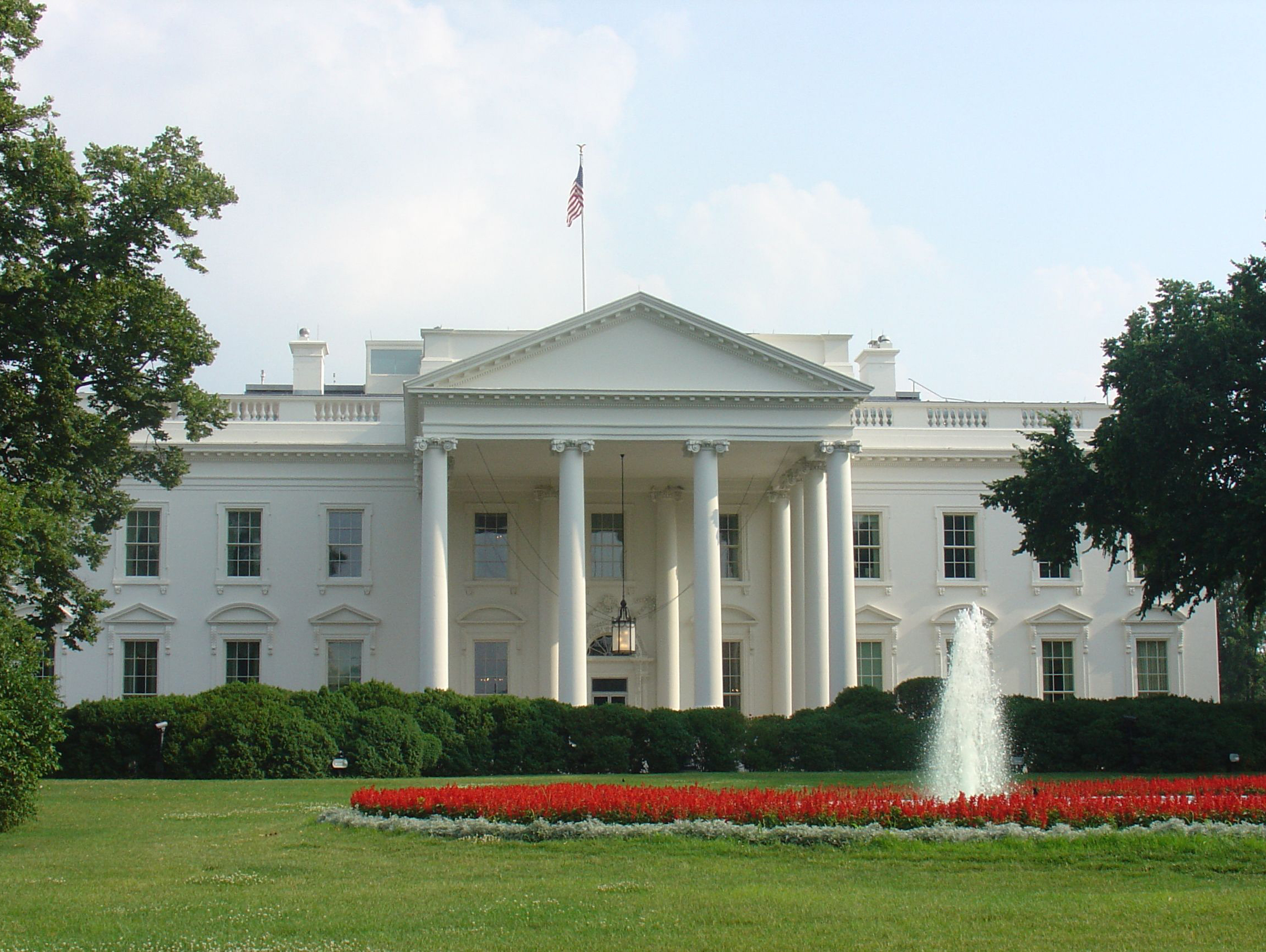
Het Witte Huis in Washington, ambtswoning van de Amerikaanse president

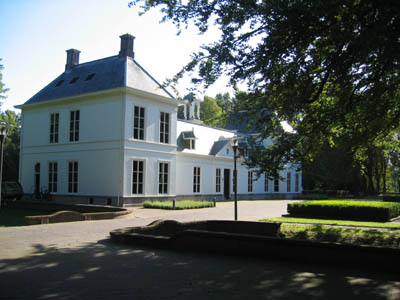
Het Catshuis, de ambtswoning van de Nederlandse premier

Een ambtswoning is een woning die samenhangt met een bepaald ambt. In Nederland en België hebben pastoors,  burgemeesters, ambassadeurs en sommige politici soms een ambtswoning. Een ambtswoning is representatief en bedoeld om gasten (collega-bestuurders) te ontvangen. Hoewel een ambtsdrager vaak verplicht is de ambtswoning te betrekken, staat het andere functionarissen vaak vrij om al dan niet hun intrek te nemen in een ambtswoning. Zodra iemand anders het ambt gaat bekleden, moet de voormalige functionaris de woning verlaten. Paleizen worden meestal niet als ambtswoning beschouwd; zij vallen wel onder het ruimere begrip residentie.
In de meeste landen heeft de regeringsleider een ambtswoning, bijvoorbeeld:
- België: Lambermont (het kabinet van de Belgische premier is Wetstraat 16).
- Denemarken: Marienborg
- Frankrijk: Élysée (president) en Hôtel Matignon (premier)
- India: Rashtrapati Bhavan, de grootste ambtswoning ter wereld
- Nederland: het Catshuis, dat sinds 1982 als ambtswoning een representatieve functie heeft; de dagelijkse werkplek van de Nederlandse premier, op het ministerie van Algemene Zaken, is het Torentje.
- Turkije: Presidentieel Complex
- Verenigd Koninkrijk: 10 Downing Street
- Verenigde Staten: Het Witte Huis

De burgemeester van Amsterdam woont op Herengracht 502. Het wordt het Huis met de kolommen genoemd en werd in 1672 gebouwd door Paulus Godin, een van de bestuurders van de West-Indische Compagnie.

## Ambassadeurs
Ook veel ambassadeurs en nuntii hebben een ambtswoning, die dan hun residentie wordt genoemd. Zo woont de Britse ambassadeur in Nederland op het Plein 1813 en zijn Duitse collega op de Lange Vijverberg.